# 주의의무
주의의무(注意義務)란 어떤 행위를 할 때에 일정한 주의를 기울일 의무를 말한다. 주로 보통의 합리적인 사람의 기준에서 판단하며 의사나 운전사와 같이 전문직종의 경우 보통사람의 기준이 아니라 그 직종의 평균적인 기준의 주의의무를 요구한다.

## 한국

### 의사 간호사
- 의사의 주의의무는 "의사가 행한 의료행위가 그 당시의 의료수준에 비추어 최선을 다한 것으로 인정되어야 한다"고 판시. (대판 1994. 4. 26.,93다 59304).

#### 긍정사례
- 의사가 수술할 때에는 환자에게 필요한 이유, 부위, 정도와 그 후유증에 대하여 구체적인 설명을 해준 후에, 그의 사전동의를 받아야 할 업무상 주의의무가 있으며, 이러한 설명의무를 다하지 않음으로써 환자의 승낙권을 침해한 경우에는, 수술로 환자가 받은 상해에 대하여 과실이 인정된다.(대판 1987. 4. 28.,86다카 1136).(대판 1992. 4. 14.,91다 36710).

- 약품의 주사시 쇼크에 대비하여 응급조치 수단을 강구한 후 주사하여야 하고, 쇼크시 기도확보, 약물투여 등의 응급조치를 취할 주의의무가 있다.(대판 1990.1.23.,87다2305)

- 수혈은 여러 부작용을 일으키는 수가 있으므로, 의사는 혈액형의 일치 여부는 물론이며, 수혈용 혈액의 안전성 여부를 확인하고 수혈도중에도 직접 입회하여 극소량부터 서서히 행하는 등의 세심한 주의를 하면서 환자의 반응을 감시하고, 부작용이 있는가의 여부를 확인하는 조치를 하여, 불의의 위험에 대한 임기응변의 조치를 할 준비를 갖추고 있을 업무상의 주의의무가 있으며, 이에 위반한 때에는 과실이 된다.(대판 1964.6.2., 63다804)

### 기타

#### 긍정사례
- 강제도선사인 피고인이 선택한 항로로 운항중이던 유조선의 수중암초 충돌로 인한 업무상과실치상 및 해양오염방지법위반 사건에 관하여 피고인이 해도를 믿고 항행을 하였다하여 면책될 수 없다[35].

- 농무로 인한 암야에 태풍으로 풍랑이 심한 해상을 항해하는 선박의 선장은 완전한 항로를 유지하기 위하여 선장 자신이 항시 조타운항하여야 하고 부득이한 사정으로 인하여 조타실을 이거하려 할 때에는 항로에 경험이 있고 또 조타술이 능숙한 자로 하여금 대신 조타운항케 하는 조치를 강구하여야 하고 이러한 조치가 불가능할 때에는 일시항해를 정지하는 등 적절한 조치를 취하여 선박으로 하여금 암초에 충돌하여 침몰케 하는 사고가 발생하지 아니하도록 미연에 이를 방지할 것을 업무상 주의의무가 있다 할 것이다[36].

- 광고업자가 건물 옥상에 고정수소 2,850 기압을 주입한 애드벌룬을 공중에 띄움에 있어서 당시 강풍이 불고 있었고 그곳 부근에 22,900볼트의 고압전선이 설치되어 있었다면 애드벌룬이 고압선에 감겼을 때에도 안전하게 이를 제거할 방법을 강구할 업무상 주의의무가 있다[37].

- 호텔의 사장 또는 영선과장인 피고인들에게는 화재가 발생하면 불이 확대되지 않도록 계단과 복도등을 차단하는 갑종방화문은 항상 자동개폐되도록 하며, 숙박업들이 신속하게 탈출대피할 수 있도록 각층의 을종방화문(비상문)은 언제라도 내부에서 외부로의 탈출방향으로 밀기만 하면 그대로 열리도록 설비관리하고, 화재시에는 즉시 전층 각객실에 이를 알리는 감지기, 수신기, 주경종, 지구경종을 완벽하게 정상적으로 작동하도록 시설관리하여야 할 업무상의 주의의무가 있다 할 것이다[38].
- 혈액원 소속의 검시자들이 채혈한 혈액의 검사를 잘못한 상태에서 부적격 혈액들을 출고하여 이를 수혈받은 피해자들로 하여금 C형 간염 등이 감염되는 상해를 입게 한 경우, 혈액원장에게 업무상과실치상의 죄책이 인정된다[39].

- 건축자재인 철판 수백 장의 운반을 의뢰한 자가 절단면이 날카롭고 무거운 철판을 묶기에 매우 부적합한 폴리에스터 끈을 사용하여 철판 묶음 작업을 하는 등의 과실로 철판 쏠림 현상이 발생하였고, 이로 인하여 철판을 차에서 내리는 과정에서 철판이 쏟아져 내려 화물차 운전자가 사망한 사안에서, 운반 의뢰인에게 업무상 과실치사의 죄책을 인정된다[40].

#### 부정사례
- 수영장에 배치된 안전요원이 성인풀 쪽을 지키고 있는 사이에 피해자(9세)가 유아풀로 내려가는 미끄럼틀을 타고 내려가 끝부분에 다다랐을 때 다가오는 어린아이에게 부딪치지 않으려고 몸을 틀다가 미끄럼틀 손잡이에 부딪쳐 상해를 입은 사고에 대하여 수영장 경영자에게 형사상 과실이 있다고 하기는 어렵다[41].
- ○ 기온 급상승으로 인한 철로 장출이 직접적인 원인이 되어 열차가 일부 탈선한 경우에 기관사에게 업무상과실이 있다고 볼 수 없다[42].
- 작업현장에 경고표시판 및 안전망의 설치 등 충돌사고에 대비한 안전조치가 취해져 있었을 뿐만 아니라 굴삭기에의 접근을 예방하기 위하여 굴삭기의 전후에 신호수까지 배치해 두었다면 후사경이 붙어 있지 아니한 굴삭기를 운전하여 작업에 열중하고 있는 운전자에게 굴삭기의 후면에서 접근해오는 사람이 있는지의 여부까지 스스로 확인해 가면서 작업에 임해야할 주의의무가 있다고는 볼 수 없다[43].

- 덤프트럭의 운전석과 적재함 사이에 유리가 있어 후방 주시가 가능하다 하더라도 사고장소인 쓰레기하치장에 다른 주울만한 쓰레기도 없었고 사고지점이 95센티미터 높이의 차체위로서 고의로 뛰어 오르기 전에는 위 차량과 관계없이 쓰레기를 줍는 사람들이 접근할 이유와 필요성이 없는 곳이었다면 피해자가 위 차체와 적재함 사이에 끼어들어 사고가 발생하리라고 예견하기 어렵다 할 것이므로 그와 같은 적재함 사이의 차체를 확인하지 않고 덤프기어를 내렸다 하여 그 운전사에게 업무상 주의의무를 태만히 한 과실이 있다고 할 수는 없다[44].

- [1] 술을 마시고 찜질방에 들어온 甲이 찜질방 직원 몰래 후문으로 나가 술을 더 마신 다음 후문으로 다시 들어와 발한실(發汗室)에서 잠을 자다가 사망한 사안에서, 甲이 처음 찜질방에 들어갈 당시 술에 만취하여 목욕장의 정상적 이용이 곤란한 상태였다고 단정하기 어렵고, 찜질방 직원 및 영업주에게 손님이 몰래 후문으로 나가 술을 더 마시고 들어올 경우까지 예상하여 직원을 추가로 배치하거나 후문으로 출입하는 모든 자를 통제·관리하여야 할 업무상 주의의무가 있다고 보기 어렵다는 이유로, 위 찜질방 직원 및 영업주가 공중위생영업자로서의 업무상 주의의무를 위반하였다고 본 원심판단에 법리오해 및 심리미진의 위법이 있다[45].

- 호텔을 경영하는 주식회사에 대표이사가 따로 있고 동 회사의 실질적인 책임자로서 업무전반을 총괄하는 전무밑에 상무, 지배인, 관리부장, 영업부장 등을 따로 두어 각 소관업무를 분담처리하도록 하는 한편, 소방법 소정의 방화관리자까지 선정, 당국에 신고하여 동인으로 하여금 소방훈련 및 화기사용 또는 취급에 관한 지도감독 등을 하도록 하고 있다면 위 회사의 업무에 전혀 관여하지 않고 있던 소위 회장에게는 위 회사의 직원들에 대한 일반적, 추상적 지휘감독의 책임은 있을지언정 동 호텔 종업원의 부주의와 호텔구조상의 결함으로 발생, 확대된 화재에 대한 구체적이고도 직접적인 주의의무는 없다고 할 수 밖에 없다[46].

- 회사관리담당상무의 지휘 감독을 받는 소속직원들의 작업중 일어난 안전사고로서 그에 관한 안전관리책임은 안전관리과장이 부담하고 있다면 공장장이 공장의 모든 일을 통괄하고 있다고 하더라도 직접적인 지휘 감독을 받지 않는 위 직원들이 안전수칙을 위반할지도 모른다고 하여 이에 대비하여 개별작업에 일일이 세부적인 안전대책을 강구하여야만 할 구체적이고 직접적인 주의의무는 없다[47].

- 병원 인턴인 피고인이, 응급실로 이송되온 익수(溺水)환자 A를 담당의사의 지시에 따라 구급차에 태워 다른 병원으로 이송하던 중 산소통의 산소잔량을 체크하지 않아 산소공급이 중단되어 A가 폐부종 등으로 사망하였더라도, 담당 의사로부터 이송 도중 환자에 대한 앰부 배깅(ambu bagging)과 진정제 투여 업무만을 지시받은 피고인에게 일반적으로 구급차 탑승 전 또는 이송 도중 구급차에 비치되어 있는 산소통의 산소잔량을 확인할 주의의무가 있다고 보기는 어렵고, 피고인이 산소부족 상태를 안 후에 취한 조치(즉시 심폐소생술을 시행하는 한편 가장 가까운 병원으로 구급차를 운행하도록 한 조치)에 어떠한 업무상 주의의무 위반이 있었다고 볼 수 없다.<ref>2011. 9. 8. 2009도1395<ref>

## 미국
|                                                      |
| 불법행위법                                           |
| 영미법 시리즈                                        |
| 과실                                                 |
| 주의의무 · 주의기준                                  |
| 근인 · 사실추정의 원칙                               |
| 과실계산 · 가해자 완전책임                           |
| 과실의 정신적 가해행위                               |
| 구조원칙 · 구조의무                                  |
| 법률상 불법행위                                      |
| 제조물책임법 · 고위험 행위                           |
| 불법침입인 · 승낙출입자 · 고객                       |
| 유인적 위험물                                        |
| 재산관련 불법행위                                    |
| 불법침해 · 컨버전                                    |
| 압류동산회복소송 · 동산점유회복소송 · 횡령물회복소송 |
| 유해물                                               |
| 근린방해 · 라일랜즈 대 플레처 판결                   |
| 의도적 불법행위                                      |
| 폭행위협 · 폭행 · 불법감금                           |
| 정신적 피해                                          |
| 승낙 · 필요 · 자기방어                               |
| 명예관련 불법행위                                    |
| 명예훼손 · 사생활 침해                               |
| 신뢰훼손 · 절차악용                                  |
| 악의적 기소                                          |
| 경제적 불법행위                                      |
| 사기 · 불법적 간섭                                   |
| 음모 · 영업방해                                      |
| 의무, 변론, 구제방법                                 |
| 상대적 과실과 과실 기여                              |
| 명백한 회피 기회 원칙                                |
| 상급자책임 · 동의는 권리침해 성립을 조각             |
| 패륜적 계약에서 채권발생 없다                        |
| 손해배상 · 금지명령                                  |
| 영미법                                               |
| 미국의 계약법 · 미국의 재산법                        |
| 미국의 유언신탁법                                    |
| 미국의 형법 · 미국의 증거법                          |

과실에 의한 불법행위가 성립하기 위해서 필요한 조건 중 하나가 주의의무의 존재 및 그 의무의 위반이다. 이 의무는 일반인에게 적용되는 일반적 주의의무와 특수한 상황에서 특수한 사람에게만 적용되는 특수적 주의의무의 두가지가 있다.

### 일반적 주의의무
어느 일정한 상황에서 합리적인 사람에게 일반적으로 기대되는 주의의무를 말한다. 주관적 지식, 경험, 능력은 배제되며 일정 상황에서 합리적인 보통사람이 어떠한 주의를 기울여야 하는지를 고려하여 객관적으로 결정하게 된다. 또한 특정한 지식이나 능력을 가진 전문인의 경우, 일반적 전문인의 기준에 부합하는 주의의무가 요구된다. 의사, 변호사, 교수 등의 주의의무는 이런 전문직의 합리적인 보통인의 주의의무를 감안하여 판단하게 된다.
단, 미성년자의 경우 미성년자와 동일한 연령의 합리적인 보통인에게 요구되는 주의의무를 요구하게 된다. 또한 신체적 장애를 가진 경우, 신체장애를 가진 보통인의 기준을 적용하나 정신적 장애가 있는 경우 장애가 없는 일반인의 기준을 적용한다. 이 이유는 불법행위로 인한 피해구제를 용이하게 하기 위함이다. 이는 형법에서 정신적 장애자에게 형사책임을 면해주는 것과 대비된다.

### 특수적 주의의무
일반적 주의의무보다 우선적으로 적용되며 긴급상황에서 타인을 구조하여야 하는 의무가 있다. 가족관계, 고용관계, 주인 손님의 관계, 간수 죄수의 관계 등 특정관계가 존재할 때 적용된다. 일반적으로 대중운송수단의 운전자는 다른 주의의무보다 훨씬 높은 수준의 주의의무가 요구되며 승객의 안전이 침해된 경우 불법행위 책임을 지게 된다. 그러나 자가용 같은 개인운송수단의 경우 합리적인 수준의 의무만 요구된다. 예를 들어 승객이 아프거나 버스 강도를 당한 경우 대중운송수단의 운전자는 승객을 보호하여야 할 확고한 의무가 있다.

### 관련 판례
- Brown v. Kendall, 60 Mass. 292 (1950).
- Cordas v Peerless Transportation Co. City Ct. New York, (1941).
- Roberts v. Ring, 143 Minn. 151, 173 N.W. 437 (1919).
- Breunig v American Family Ins. Co. S. Ct. Wisconsin, (1970).
- Vaughan v. Menlove, 132 Eng. Rep. 490 (1837).
- Peterson v. Taylor, 316 N.W. 2d 869 (Iowa 1982).
- Robinson v. Lindsay, 598 P. 2d 392 (Wash. 1979).
- Donoghue (or McAlister) v. Stevenson, House of Lords [1932] All ER Rep 1, AC 562, All ER Rep 1
- Rowland v. Christian, 69 Cal. 2d 108 (1968).
- Winnipeg Condominium Corporation No. 36 v. Bird Construction Co., [1995] 1 S.C.R. 85, 1995 CanLII 146 (S.C.C.)
- Lopez v. Southern California Rapid Transit District, 40 Cal. 3d 780 (1985).

## 참고 문헌
- 최재천, 연구논단 제3042호-의료과실소송에서의 의사의 주의의무,《법률신문》, 2002년 1월 14일.
- 서철원,《미국 불법행위법》,법원사, 2005. (ISBN 8991512011)
- 이상윤,《영미법》,박영사, 2003.
- Black's Law Dictionary 1486 (8th ed. 2004).
- 이태희,임홍근 지음, 법률영어사전, 법문사. 2007. (ISBN 9788918010519)

## 같이 보기
- 불법행위
- 영미법
- 선한 사마리안 법